# Infografika
Az infografika alkalmazott grafikai terület, a rajz, fénykép és a szöveg együttes alkalmazása, mindezen területek formanyelvének felhasználásával létrejött illusztráció. Több mint egy fénykép, összetettebb, mint egy rajz és sokkal informatívabb, mint az önmagában álló írott szöveg. Célja minden esetben az információközlés. A jó infografika figyelemfelkeltő, informatív, közérthető. A nyomtatott sajtóban mindig kevés hellyel takarékosan bánik, adott nagyságú helyen többet mond el, mint a puszta szöveg, vagy sajtófotó.
A jó infografika mindig 3 dolog – és ezzel párhuzamosan 3 szakterület – találkozásaként jön létre:
1. a nyers adat, azaz az információ, amit tartalmaz (adatelemzés)
2. az üzenet, amit át akarunk adni vele (kommunikáció)
3. a grafika, ami gyönyörködtet és könnyen befogadhatóvá teszi az egészet (dizájn)

## Külső hivatkozások
- Decoding blog
- Adatlabor blog
- Infographics blog
- David McCandless: Az adatvizualizáció szépsége (videóelőadás, magyar felirattal is)
- Infografika készítés online
- Infografika készítése online eszközökkel